# Trixagus chevrolati
Trixagus chevrolati är en skalbaggsart som först beskrevs av Bonvouloir 1859.  Trixagus chevrolati ingår i släktet Trixagus och familjen småknäppare. Inga underarter finns listade i Catalogue of Life.